# Período Eratosteniano

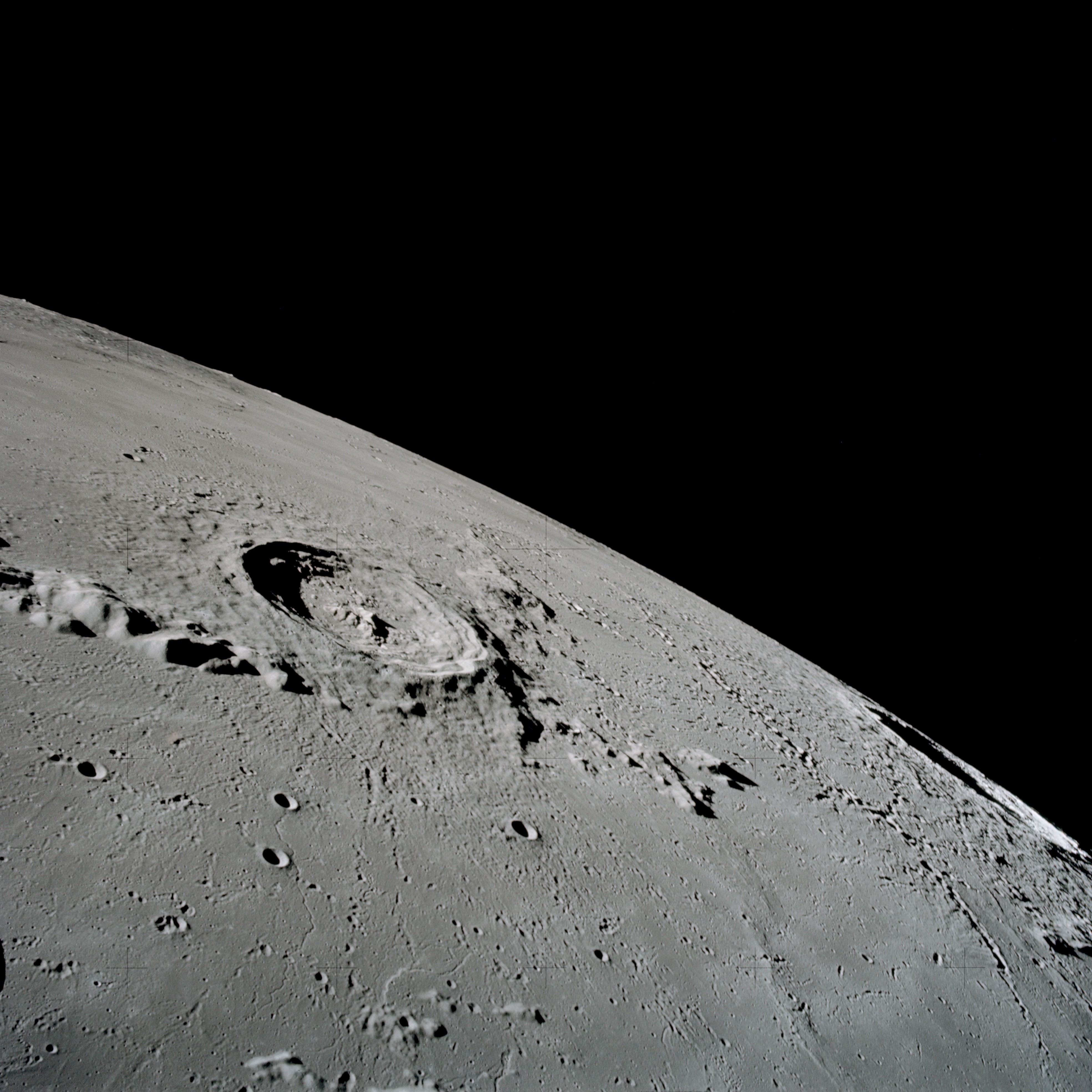
Cráter Eratóstenes.

El Período Eratosteniano es el período más extenso en la escala de tiempo geológico lunar. Comenzó hace 3200 millones de años y finalizó hace 1100 millones de años, aproximadamente. 
Su nombre procede del cráter Eratosthenes, cuya formación marca el inicio de este período. La formación del cráter Copérnico marca su fin y el comienzo del Período Copernicano. El masivo vulcanismo basáltico que había caracterizado al anterior (Período Ímbrico) disminuyó y llegó a cesar durante este largo lapso de tiempo lunar. Los flujos de lava lunar más jóvenes identificados a partir de imágenes orbitales se ubican hacia del final de este período, de modo que puede afirmarse que desde hace aproximadamente 1100 millones de años no existe vulcanismo significativo en la Luna.
Su equivalente en la Tierra abarca la mayor parte de la Era Neoarcaica (del Eón Arcaico), Era Paleoproterozoica y Era Mesoproterozoica (del Eón Proterozoico).